# Meshari
A Meshari (magyarul ’Misekönyv’) a legkorábbi ismert albán nyelvű könyv, Gjon Buzuku albán római katolikus pap 1555-ben befejezett liturgikus könyve.

## Keletkezése és felfedezése
A szerző kiléte a könyv utóhangjából derül ki („Gjon atya, Bdek Buzuku fia”), ahogy az is, hogy 1554. március 20-a és 1555. január 5-e között dolgozott rajta. Az eredetileg 110 lapból (220 oldalból) álló könyv egyetlen ismert példányának fedőlapja és első tizenhat lapja hiányzik, így sem címéről, sem kiadásának pontos idejéről és helyéről nincsenek közelebbi információink. A Meshari (’Misekönyv’) cím használata pusztán az albán művelődéstörténet kollokviális címjelölése.
A Buzuku által alkalmazott betűkészlet párhuzamai ismertek korabeli boszniai nyomdákból, a könyv általános tipográfiája analógiák alapján viszont arra enged következtetni, hogy a Meshari a Velencei Köztársaságban jelent meg. Velencében 1523-ban és 1537-ben is kiadtak egy-egy rendkívül hasonló tipográfiájú és betűkészletű bosnyák katolikus misekönyvet. Ugyancsak a boszniai hatást valószínűsítette a francia Mario Roques is, egyben rámutatott, hogy a boszniai ferencesek körében éppen a 16. században indult virágzásnak az anyanyelvi egyházi irodalom, ezzel egyszersmind Buzuku ferences kötődését is valószínűsítette. A könyv utóhangjában a szerző vallott fordítási munkálatainak céljáról, amely egybecsengett a boszniai ferencesek törekvéseivel: anyanyelvén is elérhetővé kívánta tenni az isteni tanításokat.
A könyvnek egyetlenegy példánya ismert, amelyre Gjon Nikollë Kazazi üszkübi érsek 1740-ben teljesen véletlenül bukkant a Propaganda Fide római könyvtárában. A mű innen később a Vatikáni Apostoli Könyvtár állományába került. A könyv csaknem teljes elveszését a korabeli katolikus egyház viszonyulása magyarázza a helyi nyelveken kiadott egyházi könyvekhez. Az 1545-ben összeült és csaknem három évtizeden át tanácskozó tridenti zsinat résztvevői eleinte ingadoztak és inkább megengedően viszonyultak az evangéliumok fordításaihoz. Az ellenreformációs hangulat megerősödésével azonban előbb éppen a Meshari megírása idején, 1554–1555-ben tettek tiltólistára egyházi műveket. A folyamat IV. Pál pápa 1559-ben kibocsátott indexével csúcsosodott ki, amelynek szellemében csaknem 550 egyházi szerző műveit zúzatták be, szerzőiket nem egy esetben pedig meghurcolták. Kétségtelen, hogy Buzuku könyve sem kerülte el az egyház figyelmét, és ismert példányai vélhetően a 16. század végi inkvizíciós törekvések martalékává váltak. Ezt igazolhatja az a tény, hogy az ezt követő évszázadok albán egyházi szerzői, Lekë Matrënga, Pjetër Budi és Frang Bardhi nem ismerték Buzuku munkásságát. Az egyetlen hivatkozás Pjetër Bogdanitól ismert, aki egy 1655-ös beszámolójában utalt „albán nyelvű evangéliumokra”, ami vélhetően a Mesharival azonosítható.

## Tartalma és leírása
A Meshari a legkorábbi ismert albán nyelvű könyv. Tartalmát tekintve római katolikus liturgikus szöveggyűjtemény. A misekönyv az egyházi naptárhoz alkalmazott ó- és újtestamentumi passzusok, evangéliumtöredékek mellett litániákat, zsolozsmákat, zsoltárokat és katekizmusrészleteket is tartalmaz. Az evangéliumok mellett részleteket közöl A zsoltárok, Ézsaiás és Jeremiás könyvéből. Az egyetlen csonka példányban fennmaradt könyv ismert terjedelme 188 oldal és 154 ezer szó, a szerző mintegy 1500 albán szót használt megírásához. A kéthasábos elrendezésű oldalak iniciálékkal és motívumokkal gazdagon díszítettek.
A könyv jelentősége elsősorban nyelvtörténeti. Észak-albániai geg dialektusban íródott, a nyelvészeti elemzések alapján szerzőjének családja a Szkutari-tó nyugati partvidékéről, a ma Montenegróban található Šestan környékéről származott. Szembetűnő a nyelvezet archaizmusa, különösen a 17. századból ismert geg szövegekkel összevetve. Ez, valamint a tény, hogy a szöveg teljesen mentes a török nyelvi hatásoktól, arra enged következtetni, hogy Buzuku nem albán földön élt, családja talán még Szkutari 1479-es oszmán ostroma idején menekülhetett el szülőföldjéről, és így egy archaikusabb, 15. századi nyelvváltozatot őrzött meg misekönyvében. Buzuku könyvéből ismert az albán nyelvre alkalmazott shqip szó első használata, jóllehet, a szerző hazájára még nem Shqipëria, hanem a középkori hagyományokon alapuló Arbën/Arbër néven utalt. A könyv írásrendszere alapvetően félgót típusú latin betűkön alapult, de Buzuku a sajátos albán hangok jelölésére öt további – a korabeli bosnyák egyházi irodalomból szintén ismert – cirill bukvicát is bevezetett. Bizonyos esetekben a nyelvtörténeti következtetések levonását megnehezíti Buzuku archaikus helyesírása, illetve a szedési munkálatok során a könyvbe került rendkívül sok sajtóhiba.

## Tudományos feldolgozása
A Meshari római példányát felfedező Kazazi készített ugyan töredékes másolatokat és kivonatot a könyvről, teljes fakszimiléjét azonban először csak Paolo Schirò szicíliai arberes püspök adta ki 1909–1910-ben, emellett töredékes modernizált átiratát is közreadta. Első komplett szövegkiadását 1958-ban Namik Resuli rendezte sajtó alá, amely a fakszimilé mellett a teljes szöveg átiratát is magában foglalta. Tíz évvel később, 1968-ban Eqrem Çabej jelentette meg a nyelvemlék kétkötetes kritikai kiadását.
1930-ban Justin Rrota írta meg a könyv első átfogó irodalom- és művelődéstörténeti értékelését. Ugyancsak Eqrem Çabej 1956-os doktori disszertációjában végezte el a könyv mélyfúró nyelvészeti elemzését, amelyet 1960-ban Il Messale di Gjon Buzuku (’Gjon Buzuku misekönyve’) címen publikált, 2004-ben pedig Wilfried Fiedler német nyelvész jelentetett meg könyvet a Meshari igeragozási rendszeréről.
Ferenc pápa ajándékaként 2015 decemberében a Meshari hiteles másolatát a tiranai Nemzeti Könyvtárban helyezték el.
Fontosabb szövegkiadásai
- Il „Messale” di Giovanni Buzuku: Riproduzione e trascrizione (’Gjon Buzuku misekönyve: Reprint és átirat’). Pun. Namik Ressuli. Città del Vaticano: Biblioteca Apostolica Vaticana. 1958.
- Meshari i Gjon Buzukut (1555): Botim kritik (’Gjon Buzuku Mesharija [1555]: Kritikai kiadás’). Tiranë: Universiteti Shtetëror i Tiranës. 1968.